# All One Tonight - Live at the Royal Albert Hall
All One Tonight - Live at the Royal Abert Hall è il venticinquesimo album dal vivo del gruppo musicale britannico Marillion, pubblicato il 6 aprile 2018 dalla Racket Records.

## Descrizione
Contiene l'intera registrazione del concerto tenuto dal gruppo presso la Royal Albert Hall di Londra durante la tappa europea in supporto al diciottesimo album Fuck Everyone and Run (F E A R), per l'occasione eseguito nella sua interezza.
Il secondo atto del concerto ha visto la partecipazione del quartetto d'archi In Praise of Folly e di alcuni ospiti d'eccezione per l'esecuzione di alcuni brani realizzati in passato dai Marillion, tra cui i singoli The Great Escape e Easter.
Il 27 luglio 2018 l'album è stato pubblicato anche nei formati quadruplo vinile e download digitale dalla earMUSIC.

## Tracce
CD 1 – F E A R Live
1. El Dorado – 19:55
2. Living in F E A R – 9:10
3. The Leavers – 20:07
4. White Paper – 7:42
5. The New Kings – 16:48
6. Tomorrow's New Country – 1:46

CD 2 – All One Tonight, featuring In Praise of Folly & Special Guests
1. The Space – 8:32
2. Afraid of Sunlight – 7:47
3. The Great Escape – 11:11
4. Easter – 7:05
5. Go! – 8:59
6. Man of a Thousand Faces – 9:19
7. Waiting to Happen – 6:43
8. Neverland – 12:29
9. The Leavers: V. One Tonight – 6:24

### DVD/BD
BD 1/DVD 1 – F E A R Live
1. El Dorado – 19:55
2. Living in F E A R – 9:10
3. The Leavers – 20:07
4. White Paper – 7:42
5. The New Kings – 16:48
6. Tomorrow's New Country – 1:46

BD 1/DVD 2 – All One Tonight, featuring In Praise of Folly & Special Guests
1. The Space – 8:32
2. Afraid of Sunlight – 7:47
3. The Great Escape – 11:11
4. Easter – 7:05
5. Go! – 8:59
6. Man of a Thousand Faces – 9:19
7. Waiting to Happen – 6:43
8. Neverland – 12:29
9. The Leavers: V. One Tonight – 6:24

BD 2
1. We Will Make a Show (Documentary Film)
2. Intermission (Audio/Visual)
3. Screen Media

## Formazione
Gruppo
- Steve Hogarth – voce, chitarra e tastiera aggiuntive, hammered dulcimer (CD1: traccia 5)
- Steve Rothery – chitarra
- Pete Trewavas – basso, cori
- Mark Kelly – tastiera
- Ian Mosley – batteria

Altri musicisti
- Michael Hunter – arrangiamento strumenti ad arco, flauti e corno
- In Praise of Folly
  - Nicole Miller – viola
  - Margaret Hermant – violino
  - Annemie Osborne – violoncello
  - Maia Frankowski – violino
- Sam Morris – corno francese
- Emma Halnan – flauto

Produzione
- Michael Hunter – registrazione, missaggio